# Premier ministre du Monténégro
Le Premier ministre (предсједник Владе / predsjednik Vlade, littéralement « président du gouvernement », aussi премијер / premijer) est le chef de gouvernement du Monténégro. Il est choisi par le Parlement sur proposition du président.